# Бой при Агуа-Карта
Бой при Агуа-Карта — столкновение между Национальной гвардией Никарагуа и повстанцами Сандино в 1932 году во время Национально-освободительной войны в Никарагуа :357–359.
Бой произошёл недалеко от горы Киламбе на реке Агуа Карта в ходе американской оккупации Никарагуа.

## Ход событий
По прибытии в Никарагуа в 1926 году морские пехотинцы США получили под командование национальную гвардию Никарагуа для борьбы с повстанцами Сандино. Так началась многолетняя оккупация Никарагуа. 
В начале сентября старший лейтенант Чести Пуллер обнаружил тропу, по которой проходила дорога повстанцев на юг. Лейтенант Пуллер вернулся в Хинотегу и вместе с комендор-сержантом Уильямом Ли собрал отряд из сорока бойцов для рейда против мятежников. Поскольку Пуллер и Ли формально вошли в гвардию Никарагуа, им были присвоены новые звания: Пуллер стал капитаном, а Ли — первым лейтенантом. Отряд под командованием Пуллера и Ли покинули Никарагуа 20 сентября. 
Спустя некоторое время, патруль двинулся к северо-западу от берега реки Ауябаль. 26 сентября 1932 года патруль попал под плотный огонь из стрелкового оружия. Поскольку засады на переправах через реки были тогда обычным явлением, капитану Пуллеру и его бойцам не составило труда отразить нападение. Быстрая контратака американцев обратила нападавших в бегство, поскольку повстанцы преследовали цель только запугать патруль и не имели достаточных сил для ведения полноценного боя.  Лейтенант Уильям Ли, используя пулемет «Льюис», накрывал повстанцев огнем, не давая им оказывать хоть какое-то сопротивление, пока никарагуанская гвардия продвигалась вверх по склону напротив отряда повстанцев. Когда гвардейцы Никарагуа достигли вершины, они открыли прицельный огонь по позициям повстанцев.  
Затем бойцы Пуллера смогли пробиться к центру лагеря повстанцев. Они думали, что убили при этом шестнадцать повстанцев, однако погибло всего десять мятежников, а еще не менее десяти из них были ранены. Из числа гвардейцев двое были убиты и четверо ранены. Пуллер немедленно отступил в сторону Хинотеги, чтобы оказать раненым медицинскую помощь. 
Во время отступления в Хинотегу патруль Пуллера дважды попадал в засаду, потерь не понес, но смог уничтожить еще восемь мятежников. Отряд Пуллера вернулся в Хинотегу 30 сентября после рейда на лагерь повстанцев. Капитан Пуллер получил свой второй Военно-морской крест из пяти и позднее стал генералом Корпуса морской пехоты США. Первый лейтенант Ли, получивший несколько ранений в ходе этой операции, выжил и также был награжден Военно-морским крестом.